# Xyris caroliniana
Espèce

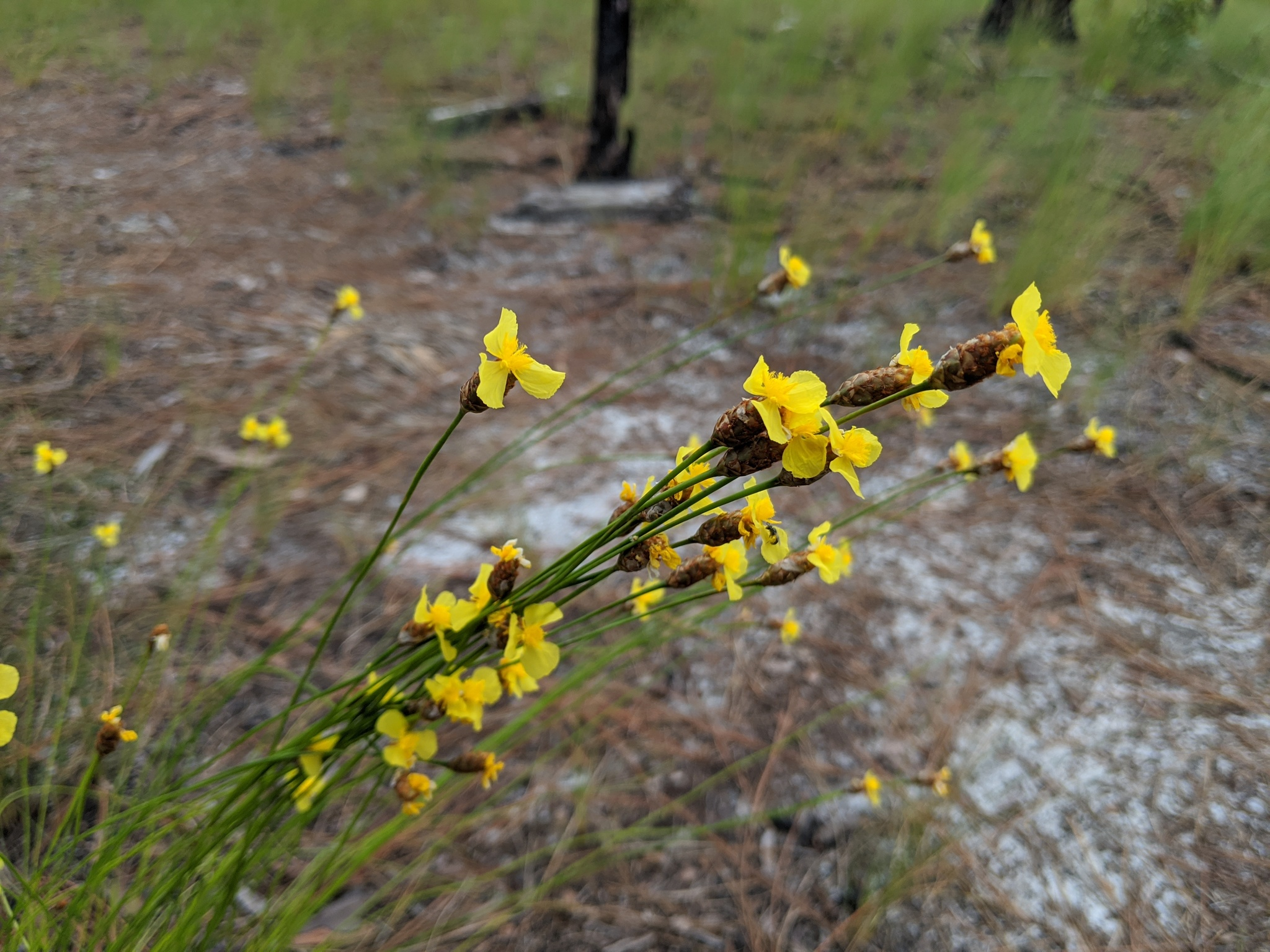
Carolina Yellow-eyed Grass.

Xyris caroliniana est une espèce de la famille des Xyridaceae. Elle est dénommée Carolina yelloweyed grass. C'est une espèce nord-américaine qui est originaire de Cuba et de la plaine côtière du Sud et de l'Est des États-Unis, de l'Est du Texas au New Jersey,.

## Description
Xyris caroliniana est une herbe vivace pouvant atteindre 100 cm de haut avec des feuilles étroites pouvant atteindre 50 cm de long. Ses fleurs sont jaunes.

## Systématique
Le nom correct complet (avec auteur) de ce taxon est Xyris caroliniana Walter.
Xyris caroliniana a pour synonymes :
- Kotsjiletti flexuosa (Muhl. ex Elliott) Nieuwl.
- Ramotha floridana Raf.
- Xyris arenicola Small
- Xyris canadensis Schnizl.
- Xyris caroliniana f. caroliniana
- Xyris caroliniana f. flaccida Fernald
- Xyris caroliniana f. phyllolepis Fernald
- Xyris caroliniana var. brevifolia (Michx.) Alph.Wood
- Xyris caroliniana var. caroliniana
- Xyris caroliniana var. scabra Engelm. & A.Gray
- Xyris conocephala var. pallescens (C.Mohr) Malme
- Xyris conocephala C.Wright
- Xyris conocephala W.F.Wright
- Xyris fimbriata Beyr.
- Xyris fimbriata Beyr. ex Kunth
- Xyris flexuosa var. pallescens (Small) Barnhart
- Xyris flexuosa Muhl. ex Elliott
- Xyris glabra Engelm.
- Xyris glabra Engelm. ex Ries
- Xyris graminifolia Chapm.
- Xyris graminifolia Chapm. ex Ries
- Xyris indica Pursh
- Xyris pallescens Small
- Xyris scabra Engelm.
- Xyris torta var. pallescens C.Mohr